# 拉納姆 (印第安納州)
拉納姆（英語：Lanam）是位於美國印第安納州布朗縣的一個非建制地區。該地的面積和人口皆未知。

## 地理
拉納姆的座標為39°14′01″N 86°19′39″W / 39.23361°N 86.32750°W，而該地的平均海拔高度為242米（即794英尺）。